# Auto (teatro)

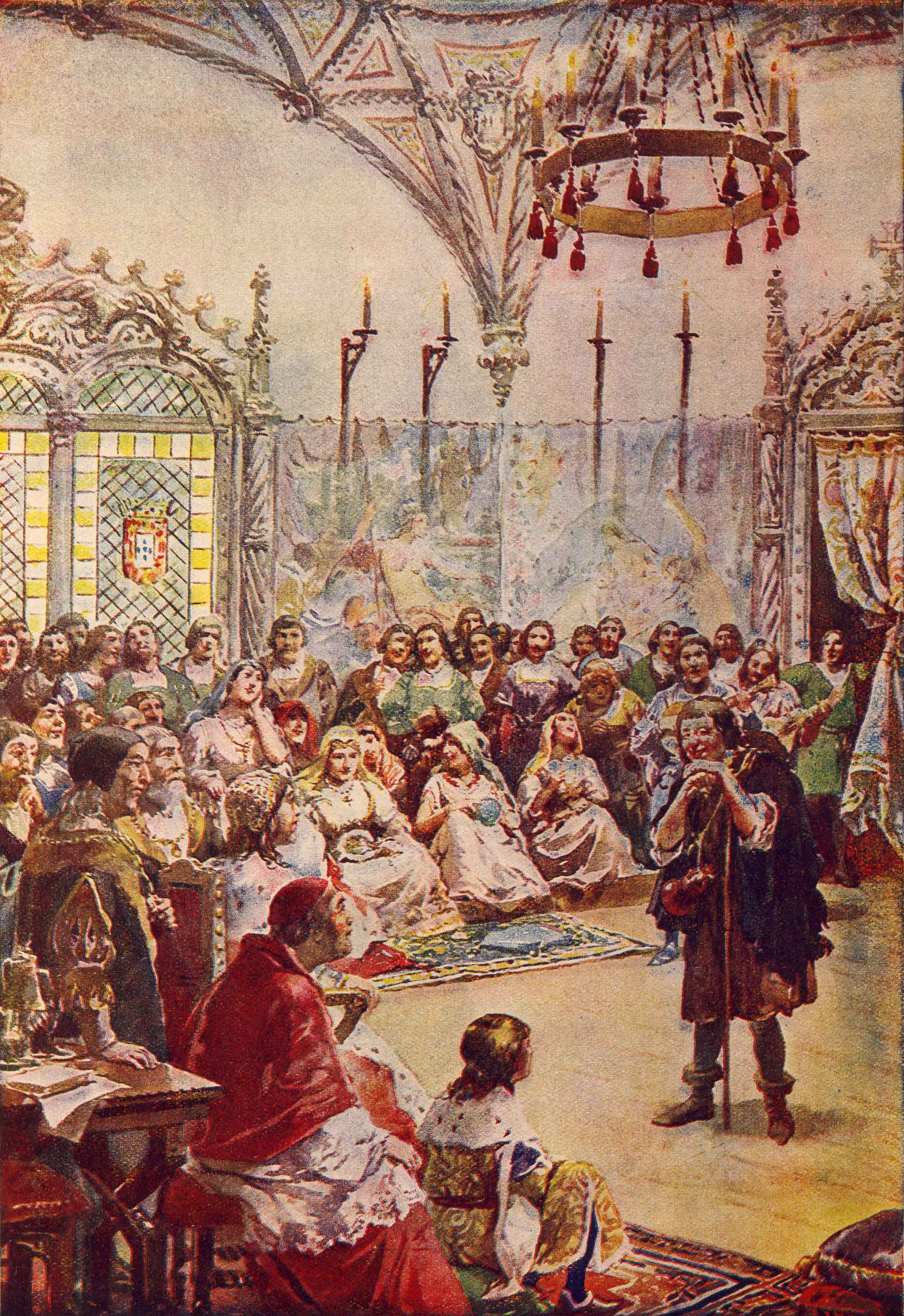
Pintura de Alfredo Roque Gameiro (1864-1935) retratando la encenação de estrena del "Auto da Visitação", de Gil Vicente, para a corte portuguesa

Auto (del latim actu = acción, acto) es una composición teatral del género literario de la dramaturgia surgida en la Edad Media en España alrededor del siglo XII. De lenguaje simples y extensión corta (normalmente, se compone de un único acto), los autos, en su mayoría, tienen elementos cómicos o intención moralizadora. Sus personajes simbolizan las virtudes, los pecados, o representan ángeles, demonios y santos.

## En Portugal
En Portugal, el siglo XVI, Gil Vicente es la gran expresión desale género dramático. Camões y Don Francisco Manuel de Melo también adoptaron esa forma. El auto era escrito en redondilhas y visaba la satirizar personas. Como los autos de Gil Vicente dejan percibir claramente (vide, por ejemplo, el Auto da alma y Auto da Barca do Infierno), la moral es un elemento decisivo en ese subgênero.

## En Brasil
El sacerdote jesuita español José de Anchieta (1534-1597) escribió muchos autos con el objetivo de convertir los indios de Brasil al catolicismo en el siglo XVI, como el "Auto da Pregação Universal", el "Auto de São Lourenço" y lo "Na Aldeia de Guaraparim". Como características innovadoras, sus autos contenían escenas en tres lenguas diferentes: tupi antiguo, portugués y castellano; y los santos católicos se juntaban la divindades locales indígenas, en una forma de sincretismo. Además de Anchieta, otros brasileños también escribieron autos: Joaquim Cardoso (1897-1978), con suyo "De una noche de fiesta", un auto de Navidad; y Ariano Suassuna (1927-2014), autor del conocido "Auto da Compadecida"; y João Cabral de Melo Neto autor de Morte e Vida Severina o Auto de Navidad Pernambucano.